# Comme des Garçons
Comme des Garçons (Ком де Гарсон; с фр. — «Как парни») — японский бренд одежды, обуви и других изделий класса «люкс». Штаб-квартира компании располагается в Токио, Япония. Бренд основан и управляется Рей Кавакубо. Кроме токийской штаб-квартиры, компания имеет офис на Вандомской площади в Париже, городе, где бренд обычно демонстрирует свои новые коллекции на парижской неделе моды и на последующей мужской парижской неделе моды.
Японский флагманский магазин расположен в токийском квартале Аояма, в котором традиционно размещают свои бутики дизайнеры высокой моды. Компания также имеет концептуальные магазины «Trading Museum Comme des Garçons» и «10 Corso Como Comme des Garçons» в Токио, бутики в Киото, Осаке и Фукуоке. Вне Японии бренд имеет магазины на улице Фобур Сент-Оноре в Париже и на West 22nd Street в Нью-Йорке, а также в Гонконге, Пекине, Бангкоке, Сеуле, Сингапуре и в Маниле.
С 2004 года Comme des Garçons разрабатывает собственную концепцию универмага, продавая там свои основные коллекции, коллекции других своих брендов, таких как «Shirt» и «Play», а также множество вещей от других дизайнеров одежды со всего мира. Первый такой магазин назывался Dover Street Market, расположившийся в центральном районе Лондона Мейфэр. В 2010 году компания открыла концептуальный магазин в Пекине, за которым последовало открытие магазина в Гиндзе, Токио в 2012 году. Годом позже Dover Street Market открылся в Нью-Йорке, а после и в Берлине.

## История
Лейбл был основан в Токио Рэй Кавакубо в 1969 году, сама компания была зарегистрирована как Comme des Garçons Co. Ltd в 1973 году. По-японски название писалось «コム・デ・ギャルソン» (кому дэ гярусон). Постепенно, в 1970-х годах бренд становится популярным у японских женщин, мужская линия была запущена в 1978 году. Тремя годами позднее, в 1981 году Comme des Garçons дебютировал с показом в Париже. Особый интерес вызвало применение брендом в основном чёрных и специально состаренных тканей. На протяжении 1980-х годах одежда Comme des Garçons часто ассоциировалась с «потёртым» или «панковским» стилем.
Дизайнерские линии одежды Comme des Garçons разрабатываются и производятся в Японии. Некоторые линии одежды делаются целиком вручную. Ручной пошив является гарантией качества и особой долговечности изделий, однако это также отражается на цене продукции. Линия стритвир-одежды «Play» производится в основном в Японии, а также Испании, Турции и во Франции, где также многие этапы производства проходят вручную. Это связано с тем, что на французской фабрике производится несколько линий одежды полностью ручного пошива. Большинство тканей для одежды изготовляется в Японии, но некоторые изделия, поступающие в продажу в Китае и Австралии, проходят контроль качества во Франции (такие изделия отличаются пришитой вручную эмблемой сердца).

## Мода
Коллекции Comme des Garçons разрабатываются в головном токийском офисе в Аояме и производятся в Японии, Испании, Франции и Турции. Компания на протяжении многих лет принимает участие в мероприятиях, связанных с искусством и культурой по всему миру. Коллекция осень/зима 2006 была посвящена концепции «персоны», различным способам, которыми мы выражаем себя в обществе. Особая приталенная мужская одежда с женственными элементами, такими как корсеты и ткани с цветочными узорами, стала одной из коллекций, стирающей грани между женским и мужским.
Дзюнъя Ватанабэ, а потом и Тао Курихара основали свои собственные линии одежды в Comme des Garçons. Оба они также принимают участие в создании линии женской трикотажной одежды «Comme des Garçons Tricot».
Бренд при создании одежды сотрудничал со многими компаниями, в числе которых Fred Perry, Levi’s, Converse, Speedo, Nike, Moncler, Lacoste, Cutler and Gross, Chrome Hearts, Hammerthor, S. N. S. Herning, Louis Vuitton, Supreme и многие другие. Так, к примеру, Comme des Garçons и H&M выпустили совместную коллекцию осенью 2008 года.
Одежду Comme des Garçons часто можно встретить на знаменитостях. Например, певица Бьорк использовала одежду бренда в клипе на песню «Isobel». Также Comme des Garçons носят: Леди Гага, Мэттью Беллами, Александр Маккуин, Крикор Жаботян, Хлоя Севиньи, Канье Уэст, Ашер, Тильда Суинтон, Херб Ритц, Татьяна Сорокко, Карл Лагерфельд, Хайди Альбертсен, Мэри-Кейт Олсен, Винсент Нг, Сельма Блэр, Лейла Алдик, Дрейк, Джо Джонас, Эллен Дедженерес, ASAP Rocky, 2 Chainz, Фрэнк Оушен, который посвятил бренду песню. Джон Уотерс, который посвятил главу своей книги «Ролевые модели» (2010 год) бренду Comme des Garçons и лично Рэй Кавакубо. Шведская певица Йонна Ли сотрудничала с Comme des Garçons в создании своего аудиовизуального альбома «Everyone Afraid to Be Forgotten» (2018), где модный дом делал костюмы для фильма.

## Выставки
После парижского дебюта, модный дом организовал выставку фотографий своих моделей, сделанных Петером Линдбергом, в центре Помпиду в Париже в 1986 году. В 1990 году, бренд провёл выставку скульптур. В 2005 году в токийском районе Синдзюку компания провела выставку рекламного и графического арта.
В августе 2010 года Comme des Garçons открыл шестиэтажный флагманский магазин в Сеуле, Южная Корея, который был оформлен как художественное выставочное пространство, первое за пределами Японии.

## Comme Des Garçons Play
Известная своим логотипом, на котором изображено красное сердце с двумя глазами, Comme Des Garçons Play сравнительно более доступная линия одежды бренда. Ориентированная на молодую аудиторию, линия Play является также и самой продаваемой линией.
После появления одежды Play на таких знаменитостях, как Канье Уэст, Фаррелл Уильямс и Джастин Тимберлейк, а также коллабораций с Nike, Jordan, Supreme и Louis Vuitton, бренд быстро снискал себе имя в международной моде. На данный момент Comme Des Garçons чаще всего ассоциируется с красным сердцем с глазами, появляющимся исключительно в линейке Play. «Dover Street Market Group» в основном продаёт одежду именно из линейки Play, исключая более премиальные изделия бренда.

## Парфюмерия
Comme des Garçons также имеет собственную линейку парфюмов, большинство из которых продолжают философию бренда и довольно необычны.
Свой первый аромат компания представила в 1994 году. В 1998 году вышел первый «анти-парфюм» бренда — «Odeur 53», смесь из пятидесяти трёх нетрадиционных компонентов для создания «современного и поразительного аромата». Среди использованных компонентов были: кислород, блеск металла, сушка белья на ветру, минеральный карбон, песчаные дюны, лак для ногтей, целлюлоза, чистый высокогорный воздух, жженая резина и лава. Этот аромат предпочитают, например, режиссёр Джон Уотерс и архитектор Стивен Алеш.
Для элитного аромата «Champaca» британская художница Катерина Джебб разработала дизайн упаковки.
С 2002 года компания присоединилась к Puig, чтобы войти в каталоги духов и парфюмов. Компания Puig частично владеет лицензией на ароматы Comme des Garçons. После предоставления частичной лицензии Puig, Адриан Джоффе создал собственную линейку ароматов, получившую название «Comme des Garçons Parfums Parfums».
Comme des Garçons разработала унисекс-аромат «G I R L» совместно с Фарреллом Уильямсом, релиз которого состоялся 28 августа 2014 года. Художник KAWS разработал дизайн бутылки.

## Магазины
Главные бутики бренда находятся в Лондоне (Dover Street Market), Париже, Нью-Йорке, Пекине, Гонконге, Сеуле, Санкт-Петербурге (больше не работает в связи с конфликтом на Украине), Токио (два), Киото, Осаке, Фукуоке. Компания также имеет отделы в некоторых универмагах, например, японском Isetan. В Париже по адресу Place Marché St-Honoré, 23 располагается парфюмерный магазин Comme des Garçons.
В 2004 году в Берлине Comme des Garçons открыла первый магазин типа Герилья.Идея таких магазинов заключалась в том, что они открываются только на один год и тратят минимальные суммы на обустройство интерьеров. Такие магазины также располагаются вдали от модных кварталов и центральных улиц города. Магазины Comme des Garçons Герилья были открыты (и впоследствии закрыты) В Рейкьявике, Варшаве, Хельсинки, Сингапуре, Стокгольме, Афинах и многих других городах. В июле 2007 года магазин Герилья был открыт в Ашрафии, районе Бейрута, а в феврале 2008 года такой магазин открылся в Лос-Анджелесе, впервые в США. В ноябре 2008 года Герилья был открыт на западе Глазго. В 2004 году в Лондоне открылся первый Dover Street Market (DSM), многоэтажный концептуальный магазин, разработанный Рэй Кавакубо.
В декабре 2009 года, Comme des Garçons открыла магазин в Гонконге, получивший название «Подземный» (англ. Under The Ground), до этого в Гонконге также работал Герилья. В марте 2012 года, Comme des Garçons открыла магазин в Rockwell Center, Манила. Также первый Dover Street Market в Японии был открыт на Гиндзе. В декабре 2013 года Dover Street Market открылся в Нью-Йорке.

## Музейная выставка 2017 года
Начиная с мая 2017 года, Рэй Кавакубо стала объектом одной из выставок посвящённой моде в Метрополитен-музее Нью-Йорка. Журнал Vogue и Метрополитен-музей анонсировали выставку, посвящённую Кавакубо, запланированную на сезон 2017 года между 4 мая и 4 сентября. В интервью журналу Vogue в апреле 2017 года куратор музея Эндрю Болтон пояснил: «Я уверен, что её [Кавакубо] влияние на мир очень велико, но иногда оно видится утончённым. Мы не пытаемся скопировать её, это чистота её видения… Рей была серьёзно вовлечена в дизайн выставки». Болтон также рассказал, что выставка мая 2017 года будет аскетичным кристально-белым лабиринтом, вмещающим более ста пятидесяти нарядов.

## Линии Comme des Garçons
Дизайн Рэй Кавакубо:
- Comme des Garçons — главная линия женской одежды (с 1973 г.)
- Comme des Garçons Noir — женская одежда с преобладанием чёрного (с 1987 г.)
- Comme des Garçons Comme Des Garçons — (или просто «Comme Comme») женская одежда (с 1993 г.)
- Comme des Garçons Homme Plus — главная линия мужской одежды (с 1984 г.)
- Comme des Garçons Homme Plus Sport — спортивная дополнительная линия к Homme Plus
- Comme des Garçons Homme Plus Evergreen — дополнительная линия к Homme Plus, переосмысленные вещи из старых коллекций (с 2005 г.)
- Comme des Garçons Homme Deux — формальная мужская одежда, шьётся на заказ (с 1987 г.)
- Comme des Garçons SHIRT — коллекции с преобладанием рубашек (с 1988 г.)
- Comme des Garçons SHIRT Girl — для девочек
- Comme des Garçons SHIRT Boy — для мальчиков (с 2014 г.)
- Comme des Garçons Girl — для девочек (с 2015 г.)
- Play Comme des Garçons — стритвир-одежда для молодой аудитории с красным сердцем на логотипе (нарисованным Филипом Паговски)
- BLACK Comme des Garçons — унисекс, бюджетная линия, созданная главным образом из-за рецессии 2008 года.

Дизайн Дзюнъи Ватанабэ:
- Comme des Garçons Homme — японская линия мужской одежды (с 1978 г.)
- Comme des Garçons Robe de Chambre — японская линия женской одежды (прекращено)
- Junya Watanabe Comme des Garçons — женская одежда (с 1992 г.)
- Junya Watanabe Comme des Garçons Man — мужская одежда (с 2001 г.)
- Junya Watanabe Comme des Garçons Man Pink — элементы мужской одежды для женщин (прекращено)

Дизайн Тао Курихары:
- Tao Comme des Garçons — женская одежда (2005—2011 гг.)
- Tricot Comme des Garçons — женская вязанная одежда

Дизайн Фумито Ганрю:
- Ganryu Comme des Garçons — асексуальный лейбл уличной одежды

Аксессуары:
- Comme des Garçons Edited — специальные изделия для японских магазинов
- Comme des Garçons Pearl — ювелирные изделия (с 2006 г.)
- Comme des Garçons Parfum — парфюмерия (с 1994 г.)
- Comme des Garçons Parfum Parfum
- Comme des Garçons Wallet
- Speedo Comme des Garçons — одежда для плавания, коллаборация (с 2005 г.)
- Hammerthor Comme des Garçons Shirt — нижние бельё, коллаборация (с 2007 г.)

Прочее:
- Comme des Garçons Peggy Moffitt
- Comme des Garçons Six — журнал, выходивший дважды в год (1988—1991 гг.)

Коллаборации:
- Бренд сотрудничал с такими компаниями как: J.Crew[англ.], Levi’s, Lacoste, Fred Perry, The North Face, Supreme, Nike, New Balance, H&M, Undercover, Visvim[англ.], Chrome Hearts, 10.Corso.Como, Kaws, Louis Vuitton и другие.